# ヨシガモ属
ヨシガモ属（ヨシガモぞく、Mareca）は、鳥綱カモ目カモ科に分類される属。

## 分類
本属の構成種をマガモ属Anasに含める説もあった。BirdLife Internationalでは2020年の時点でMareca mareculaを、マガモ属に分類している。
以下の分類・英名は、IOC World Bird List(v11.1)に従う。和名は黒田（1980）に従う。
- Mareca americana アメリカヒドリ American wigeon
- Mareca falcata ヨシガモ Falcated duck
- †Mareca marecula Amsterdam wigeon
- Mareca penelope ヒドリガモ Eurasian wigeon
- Mareca sibilatrix ワキアカヒドリ Chiloe wigeon
- Mareca strepera オカヨシガモ Gadwall

## 画像

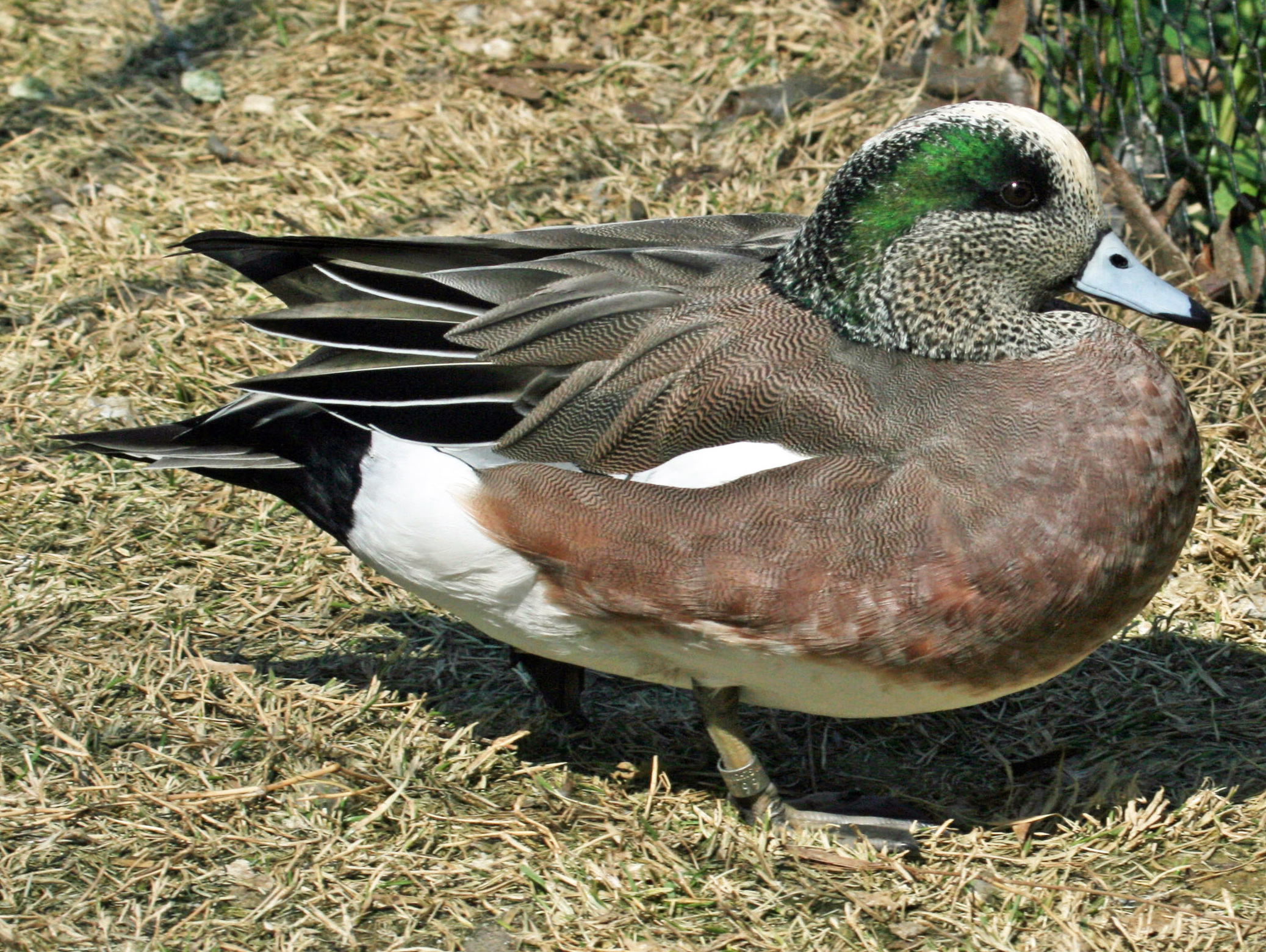
アメリカヒドリ M. americana
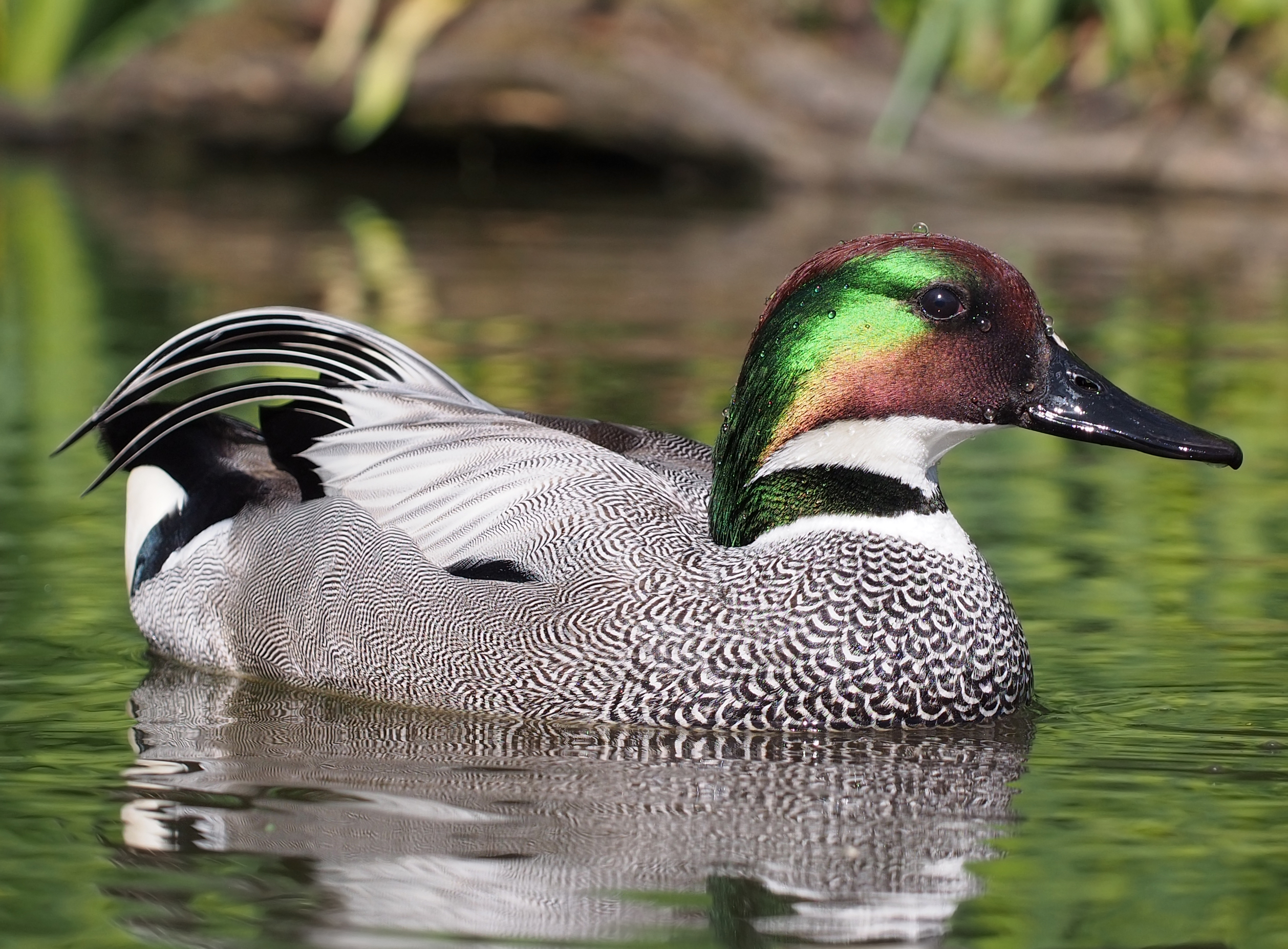
ヨシガモ M. falcata
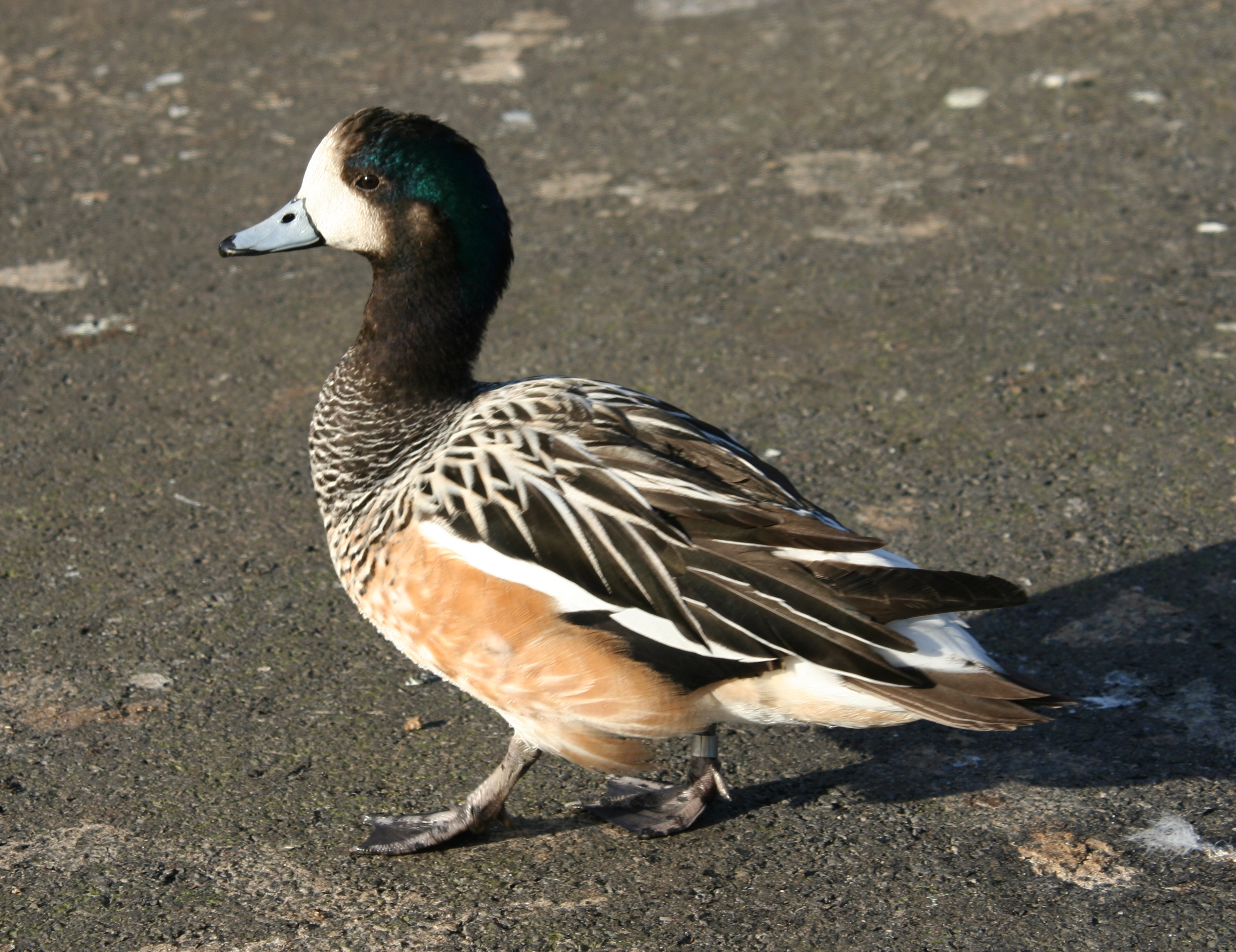
ワキアカヒドリ M. sibilatrix
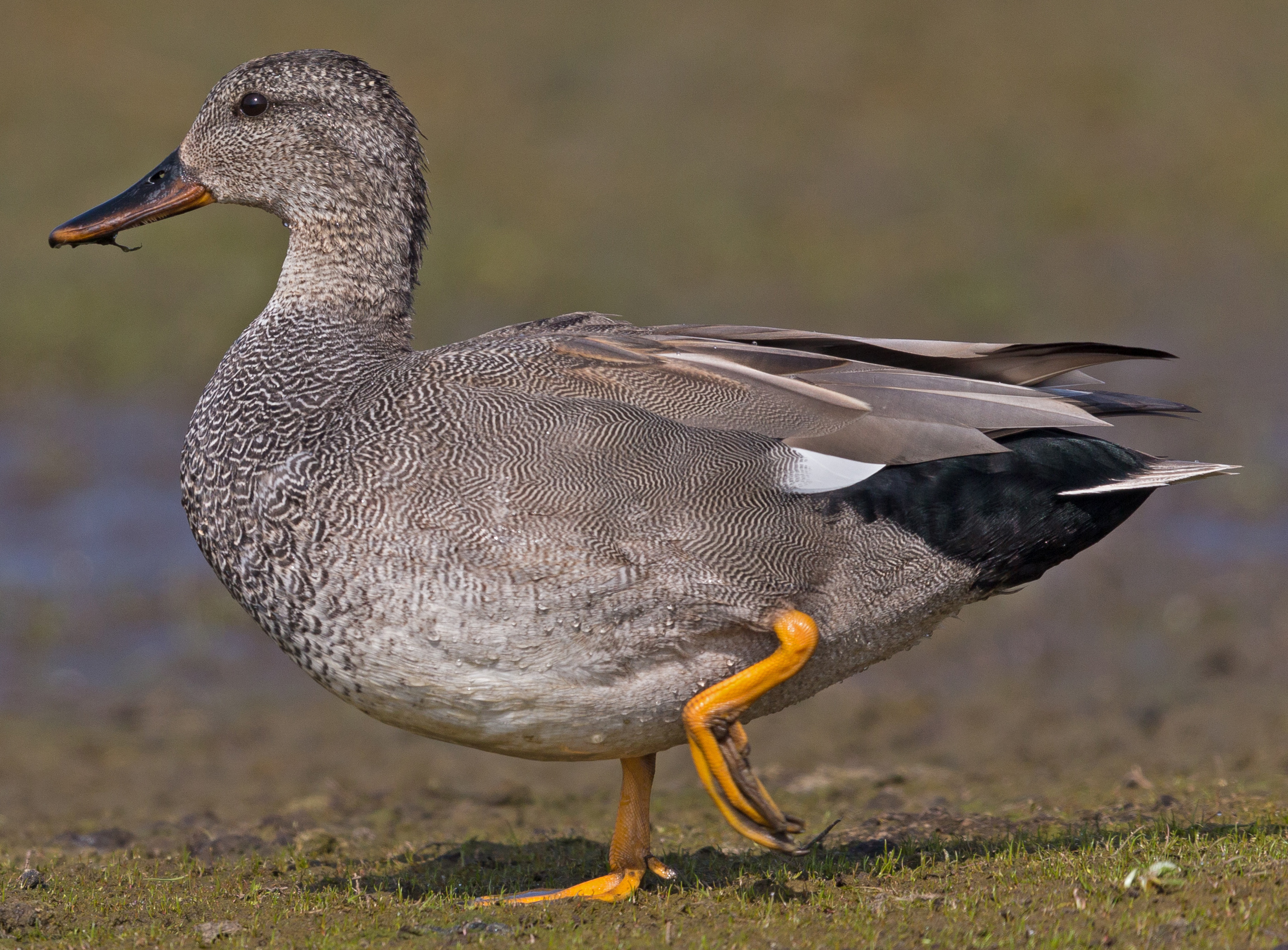
オカヨシガモ M. strepera